# 加藤裕介
加藤 裕介（かとう ゆうすけ、1966年1月26日 - ）はラジオ日本のアナウンサーである。
宮城県仙台市出身で、仙台三高時代は野球部。
文学座で研究生として演劇を学びつつ専修大学を卒業する。1989年にラジオ福島 (rfc) に入社。
1995年にラジオ日本へ転職し、プロ野球・サッカー・マラソンの駅伝・競馬など主にスポーツ実況を担当する。2002年8月1日の『ラジオ日本ジャイアンツナイター』で中日ドラゴンズ川上憲伸投手のノーヒットノーラン達成試合を実況中継を担当した。ラジオ日本の競馬実況担当アナウンサーで、『ラジオ日本 土曜・日曜競馬実況中継』でビッグレースなどの司会と実況中継を担当する。

## 出演番組
- 加藤裕介の横浜ポップJ
- おはよう歌一番（木～土 4:00）
- ラジオ日本 土曜・日曜競馬実況中継 - 2014年7月20日以降は司会のみであったが、2024年3月30日より実況にも復帰。

## 過去の出演番組
- オトナの競馬マガジンプラス
- ラジオ日本ジャイアンツナイター
- まいちのぉそゆ〜Cafe
- ラジオ日本 土曜・日曜競馬実況中継
- ミネスタ - メインMCの峰竜太が出演出来ない場合の代打出演。
- 宮川賢の日曜!えぴきゅりあん - 加藤くんとして出演。
- 僕らのオムニバスソングス
- ザ・スタンダード

## 競馬中継での主なGI・JpnI実況歴
- フェブラリーステークス：2000年・2001年
- 皐月賞：1998年・2001年・2006年・2008年・2009年
- 天皇賞（春）：2002年
- NHKマイルカップ：1999年
- ヴィクトリアマイル：2007年
- オークス：2001年
- 日本ダービー[1]：2002年・2004年 - 2007年・2009年・2012年
- 安田記念：2000年・2001年
- 宝塚記念：2006年・2007年
- 秋華賞：2007年
- 菊花賞：2001年・2002年・2006年
- 天皇賞（秋）：2007年・2008年
- エリザベス女王杯：2007年
- マイルチャンピオンシップ：2006年
- ジャパンカップ：1999年・2001年・2007年
- ジャパンカップダート：2006年
- 朝日杯フューチュリティステークス：2000年（当時は朝日杯3歳ステークス）
- 有馬記念：2003年・2005年 - 2008年

## 関連人物
- 林洋右
- 樋口忠正
- 内藤博之
- 宇野和男
- 小林幸明
- 吉本靖
- 細渕武揚
- 佐藤一司
- 木村季康
- 矢田雄二郎
- 黒宮千香子
- 陣内智衣
- 今井りか
- 峰竜太
- 宮川賢